# Jean Wolter
Jean Wolter (* 23. Februar 1926 in Düdelingen; † 26. Februar 1980 in Esch an der Alzette) war ein luxemburgischer Politiker der Chrëschtlech Sozial Vollekspartei (CSV).

## Leben
Jean Wolter wurde nach dem Schulbesuch während des Zweiten Weltkrieges als Flakhelfer sowie anschließend zum Reichsarbeitsdienst (RAD) in Polen eingezogen, ehe er zuletzt in der Wehrmacht diente. Nach einer sechswöchigen Kriegsgefangenschaft 1945 war er Journalist tätig und zuletzt Lokalredakteur der Tageszeitung Luxemburger Wort. 1967 wurde er für die Chrëschtlech Sozial Vollekspartei (CSV) Mitglied der Abgeordnetenkammer (Chamber) sowie 1970 auch Mitglied des Gemeinderates von Esch an der Alzette. 1974 übernahm er ferner die Funktion als Vizepräsident der CSV.
Bei der Europawahl am 10. Juni 1979 wurde Wolter zum Mitglied des Europäischen Parlaments gewählt und gehörte dem Europäischen Parlament in der ersten Legislaturperiode allerdings nur einen Tag vom 17. bis zum 18. Juli 1979 an. Er legte sein Mandat nieder, nachdem er bereits am 16. Juli 1979 als Innenminister sowie als Minister für Familien, Wohnungsbau und soziale Solidarität (Ministre de l’Intérieur, Ministre de la Famille, du Logement social et de la Solidarité sociale) in die fünfte Regierung Werner berufen worden war. Er hatte diese Ministerämter bis zu seinem Tode durch Lungenkrebs am 26. Februar 1980 inne und wurde daraufhin am 3. März 1980 von Jean Spautz abgelöst.
Sein Sohn ist der Politiker Michel Wolter, der unter anderem zwischen 1995 und 2004 ebenfalls Innenminister sowie von 2009 bis 2014 Vorsitzender der CSV war.